# Tolang (Banyuates)
Tolang is een bestuurslaag in het regentschap Sampang van de provincie Oost-Java, Indonesië. Tolang telt 3698 inwoners (volkstelling 2010).